# دانييلي فرانكيتشيني
دانييلي فرانكيتشيني (بالإيطالية: Daniele Franceschini)‏ (مواليد 13 يناير 1976 في روما - إيطاليا) لاعب كرة قدم إيطالي يلعب حاليا لصالح نادي الدرجة الأولى سامبدوريا الإيطالي منذ 2006 في مركز الوسط المدافع كما يجيد اللعب في مركز الوسط المحوري والأيسر . .